# Bremer Hymne

Flaggenwappen Bremens

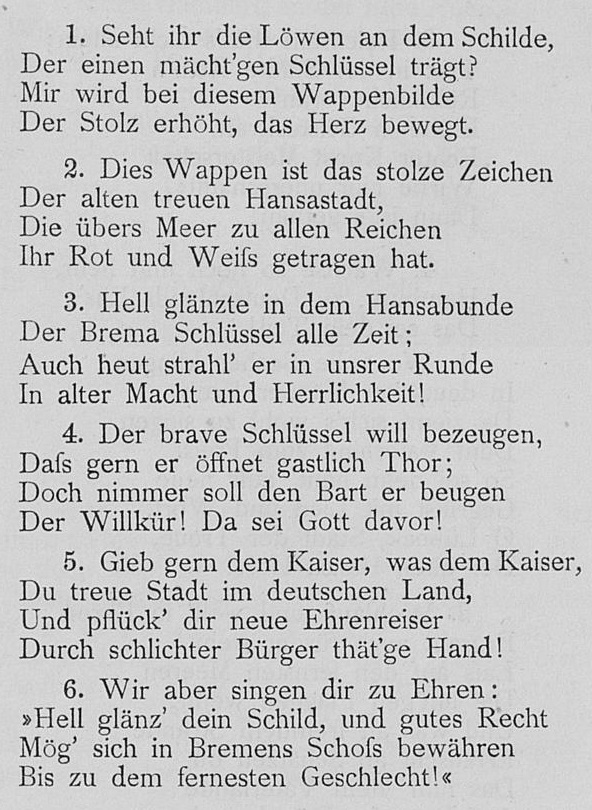
Textdruck 1901

Die Bremer Hymne mit dem Titel Der Bremer Schlüssel war eine historische Landeshymne des Landes Bremen. Der Text wurde nach der Reichsgründung 1871 von dem liberalen Politiker und Kaufmann Hermann Frese (1843–1909) geschrieben. Später vertonte ihn der Bremer Journalist und Komponist Georg Kunoth (1863–1927).

## Geschichte
Hermann Frese schrieb den Liedtext bald nach 1871. Damals gehörte die Freie Hansestadt Bremen erst seit Kurzem zum deutschen Kaiserreich und musste ihre Identität im neuen Gesamtstaat bestimmen. Die biblische Zeile „Gib gern dem Kaiser, was dem Kaiser“ am Anfang der dritten Strophe spiegelt dieses Ja–Aber: Gib dem Kaiser, was ihm gebührt, „wir aber singen dir [Bremen] zu Ehren: «Hell glänz’ dein Schild…»“. 
Schon vorher gab es verschiedene Bremen-Lieder, aber erst Freses Text wurde gegen Ende des 19. Jahrhunderts bei festlichen Anlässen obligatorisch. Gesungen wurde er noch bis zur Jahrhundertwende nach der aus Russland stammenden Liebesklage-Melodie Seht ihr drei Rosse vor dem Wagen, die damals sehr bekannt war und die Frese wohl beim Schreiben des Textes im Sinn hatte.
Nach 1900 komponierte dann Georg Kunoth die Marschmelodie, die die alte Singweise verdrängte. Dabei fasste er jeweils zwei Textstrophen zu einer zusammen.
Es ist unklar, ob jemals eine offizielle Anerkennung bestand; jedenfalls ist die Hymne heute weitgehend in Vergessenheit geraten und wird auch bei offiziellen Anlässen der Freien Hansestadt Bremen nicht verwendet. So spielten beispielsweise die Fischer-Chöre 1991 für ihre CD Deutschland deine Hymnen alternativ das Lied Der Bremer Ratskellermeister ein, das Gotthilf Fischer zu einem Text von Heinrich Heine komponiert hatte. Im Jahr 2000 spielte erstmals wieder das Gebirgsmusikkorps 8 im Rahmen einer CD mit Landeshymnen der deutschen Länder die Bremer Hymne ein.

## Text
Seht ihr die Löwen an dem Schilde,
Der einen mächt’gen Schlüssel trägt?
Mir wird bei diesem Wappenbilde
Der Stolz erhöht, das Herz bewegt.
Dies Wappen ist das stolze Zeichen
Der alten treuen Hansastadt,
|: Die übers Meer zu allen Reichen
Ihr Rot und Weiß getragen hat. :|
Hell glänzte in dem Hansabunde
Der Brema Schlüssel alle Zeit.
Auch heut strahl’ er in unsrer Runde
In alter Macht und Herrlichkeit!
Der brave Schlüssel will bezeugen,
Daß gern er öffnet gastlich Tor;
|: Doch nimmer soll den Bart er beugen
Der Willkür! Da sei Gott davor! :|
Gib gern dem Kaiser, was dem Kaiser,
Du treue Stadt im deutschen Land,
Und pflück’ dir neue Ehrenreiser
Durch schlichter Bürger tät’ge Hand!
Wir aber singen dir zu Ehren:
„Hell glänz’ dein Schild! Und gutes Recht
|: Mög’ sich in Bremas Schoß bewähren
Bis zu dem fernesten Geschlecht!“ :|